# Josef Straßberger
Josef Straßberger (20 de agosto de 1894, em Kolbermoor – 10 de outubro de 1950, em Munique) foi um halterofilista alemão.
Straßberger ganhou a medalha de ouro no Campeonato Mundial de 1920 na categoria até 82,5 e oito anos mais tarde nos Jogos Olímpicos de 1928 em Amesterdã, ele venceu na classe acima de 82,5 kg. Neste evento, Straßberger levantou 372,5 kg no total combinado (122,5 kg desenvolvimento (movimento-padrão abolido em 1973), 107,5 kg no arranque e 142,5 no arremesso).
Quatro anos depois, durante os Jogos Olímpicos de 1932 em Los Angeles, ele ficou em terceiro lugar no levantamento de peso.
Ele foi por duas vezes campeão europeu (1921, 1929) e por quatro vezes ganhou o bronze (1930-34), na categoria acima de 82,5 kg.